# Сад ибн Аби Вакас
Сад ибн Аби Вакас (арапски: سعد بن أبي وقاص‎) је био сапутник исламског пророка. Сад је био трећа или четврта особа која је прихватила ислам у доби од седамнаест година. Он је углавном познат по свом заповедништву у бици код Кадисије и освајању Персије 636. године, управљању над њом и дипломатским боравцима у Кини 651. године.

## Биографија
Сад је рођен у Меки, 595. Његов отац је био Абу Вакас Малик ибн Ухаиб ибн Абд Манаф ибн Зухра из клана Бану Зухра племена Курејшија . Ухаиб ибн Абд Манаф био је ујак Амине Бинт Вахб, мајке Мухамеда. Садова мајка је била Хамна бинт Суфјан ибн Умаја ибн Абд Шамс ибн Абд Манаф.
Имао је седамнаест година када је прихватио ислам. Имао је много деце, међу којима су најпознатији његови синови Омар и Амир и његова кћер Аиша.

### Током Мухамедовог периода 610-632

#### Преобраћење на ислам
Он је био један од првих који је примио ислам.
Сад је то довео у везу са:
| „ | Када је моја мајка чула вести о мом исламу, она је полетела од беса. Пришла ми је и рекла: "О Са'аде! Каква је то религија коју си пригрлио која те одвела од религије твоје мајке и оца ...? Боже, или остави своју нову религију или ја не ћу јести ни пити док не умрем. Твоје срце би се сломило од туге за мене и кајање би те појело због дела, која си учинио и људи би те заувек осудили. "Немојте (тако нешто), мајко", рекох, "јер не бих одустао од своје вере за било шта." Међутим, наставила је са својом претњом ... Данима није јела ни пила. Постала је исцрпљена и слаба. " „Сат времена након сата, отишао сам до ње питајући да ли да јој донесем храну или нешто за пиће, али она је упорно одбијала, инсистирајући да не ће ни јести ни пити док не умре или док не напустим своју религију. Рекао сам јој, 'Ја Умах! Упркос мојој снажној љубави према вама, моја љубав према Алаху и Његовом Посланику је заиста јача. По Алаху, да сте имали хиљаду душа и свака од њих би један за другим одлазила, не бих напустио ову религију за било шта. Када је видела да сам одлучан, она се невољно повукла, јела и пила. | ” |

Ово се спомиње у Куранском стиху 31: 14–15.

#### Битке
Године 614, муслимани су били на путу према брдима Меке како би поделили молитву са Мухамедом, када их је група политеиста посматрала. Почели су да их нападају и боре се против њих. Сада је претукао политеиста од чега је изгубио крв, и наводно је тиме постао први муслиман који је пролио крв у име ислама.
Борио се у бици код Бадра са својим младим братом Умајром. Будући да је тек био у раним тинејџерским годинама, Умајру је било забрањено да уђе у борбу, али након што се мучио и плакао, од Мухамеда је добио дозволу да учествује у борби. Сад се вратио сам у Медину; Умајр је био један од четрнаест муслимана који су погинули у бици.
У бици код Ухуда, Сад је изабран за стрелца заједно са Зејдом, Сајбом (сином Утмана ибн Мазуна) и другима. Сад је био међу онима који су се учествовали у одбрани Мухамеда након што су неки муслимани напустили своје положаје. Мухамед га је испоштовао тако што га је прогласио једним од најбољих стрелаца тог времена. Током битке, Мухамед је скупио неке стреле за њега.

#### Опроштјно Ходочашће
Он се разболео за време опроштајног ходочашћа, а у том периоду имао је само кћерку. Сад је рекао:
| „ | О Посланику Алахов. Имам богатство и имам само једну кћер да наследи мене. Да ли да дам две трећине свог богатства као Садака? "" Не ", одговорио је Посланик." Онда, (даћу) половину? ", Питао је Сад и је Пророк опет рекао" не ". "Онда, да ли ћу дати трећину?" упитао је Сад. "Да", рече Пророк. "Трећина је много. Заиста, оставити своје наследнике имућнијима боље је него да их оставите зависним и да моле од људи. Ако трошите било шта тражећи да на тај начин стекнете задовољство Алаха, за то ћете бити награђени ако је то залогај који стављате у уста своје жене. | ” |

### Током ере калифа Омара 634–644
Сад Ибн Аби Вакас, био је онај који је изградио град Куфу у Ираку за време владавине Омар ибн ел Хатаба.
Сад се такође борио под Омаровом командом против сасанидске војске у бици код Ел Кадисија и битке код Нахаванда. Касније је постављен за гувернера Куфе и Неџда током владавине калифа Омара.
Неке нарације наводе да, иако га је Омар повукао са функције гувернера, препоручио га је калифу који га је наследио да поново ангажује Сад-а, пошто Омар није отпустио Сада због било какве издаје.
Он је био један од шест људи које је именовао Омар ибн ел Хатаб за време трећег калифата.

### Током периода калифа Утмана 644–656
Утман је надахнут Омаровом препоруком именовао Сада за гувернера Куфе.
Кинески муслимани традиционално приписују Сад-у увођење ислама у Кину 650. године, за време владавине цара Гаозонга из Танг-а. Такође је пронађена џамија у Бангладешу у Лалмонирхату, за коју се тврди да ју је сам саградио 648. године, а такође је локално названа по његовом имену као џамија Абу Акас.

### Током Муавијиног периода 661–664
Он је надживео свих десет благословљених другова, и умро је као богат човек у доби од осамдесет година, око 674. године.

## Наслеђе
Муслимани сунити сматрају га једним од десеторице којима је обећан рај.
Један сунитски извор каже: Мухамед је рекао: "Гађај, Сад ... нека моја мајка и отац буду ваша откупнина." О томе је известио и Али Ибн Аби Талиб, који је рекао да још није чуо Мухамеда који обећава такав откуп никоме осим Сад Бин Малику. Бухари, том 5, књига 59, број 389. Треба напоменути да су Сад бин Малик и Сад бин аби Ваккас иста особа.

## Споредне везе
- Sahaba.net: Sa`d ibn Abî Waqâs Архивирано на веб-сајту  (17. април 2021)
- https://web.archive.org/web/20051031062214/http://www.alinaam.org.za/fazaail/umar.html
- https://web.archive.org/web/20160303191053/http://www.muslimaccess.com/sunnah/seerah/10a.htm